# Старынкевич, Сергей Созонтович
Серге́й Созо́нтович Старынке́вич (1874, Луцк, Российская империя — 1933, Франция) — российский политический деятель, адвокат. В 1918—1919 годах — Министр юстиции Российского государства.

## Биография
Родился 6 июля 1874 года в Луцке Волынской губернии в семье учителя. Окончил Холмскую гимназию и юридический факультет Московского университета (1900). В период учёбы неоднократно подвергался административным наказаниям: в 1896—1897 — за участие в демонстрации по случаю годовщины Ходынской трагедии, а в 1899 — за участие в совете Союза объединенных землячеств.
С 1900 года был кандидатом на судебные должности при Московском окружном суде, затем стал помощником присяжного поверенного, был председателем комитета помощников присяжных поверенных. В 1904 году провёл большое социологическое исследование («социальную анкету») об условиях получившей широкую известность Иваново-Вознесенской забастовки.
С 1905 года — присяжный поверенный, имел репутацию талантливого оратора. Был членом адвокатского кружка политических защитников. Сам активно занимался политической деятельностью, избирался делегатом на политический съезд адвокатов, принимал участие в организации крестьянского союза и в Московском стачечном комитете (как делегат от адвокатского сословия), работал в адвокатском союзе. С 1905 года был членом Партии социалистов-революционеров и её военной организации. В начале 1906, после подавления вооружённого восстания в Москве (в декабре 1905) был вынужден уехать из города, а затем эмигрировать. Жил преимущественно в Баварии, в том числе в Мюнхене, и в Швейцарии. В 1907 году приехал в Финляндию, где участвовал в организации революционного офицерского Союза и солдатских объединений и редактировал нелегальный орган этого объединения. Осенью 1907 был арестован и заключён в Петропавловскую крепость, а затем выслан в Восточную Сибирь.
В ссылке жил сначала в Верхоленске, где изучал бурятское землепользование. Потом переселился в Черемхово — там последовательно прошёл «лестницу» должностей от табельщика до заведующего всеми копями и в то же время сотрудничал в иркутской прессе. Поселившись в Иркутске, занялся адвокатской деятельностью, был юрисконсультом ряда фирм. Отошёл от политики.
После Февральской революции был назначен прокурором Иркутской судебной палаты (с 9 апреля 1917). Его карьере способствовали как старые связи в оппозиционных кругах, так и знакомство с министром юстиции Временного правительства А. Ф. Керенским. Отказался признать приход к власти большевиков, оставаясь на посту прокурора, освободил из тюрьмы незаконно арестованных органами советской власти офицеров, а затем редактора газеты. За это был арестован, заключён в ту же тюрьму и предан суду революционного трибунала, который вынес ему «общественное порицание».

## Министр юстиции Российского государства
С 7 августа 1918 года являлся управляющим министерством внутренних дел Временного Сибирского правительства, с 4 ноября — министр юстиции Временного Всероссийского правительства, с 18 ноября — Российского правительства. Поддержал приход к власти адмирала А. В. Колчака, в отличие от лидеров и активистов Партии социалистов-революционеров, с самого начала оказавшихся в жёсткой оппозиции режиму Верховного правителя. Сами эсеры называли его «вороной в павлиньих перьях», считая «буржуем», а его «революционность» — напускной, необходимой для продолжения политической карьеры в 1917—1918. Они же обвиняли Старынкевича в репрессиях в отношении членов их партии в бытность его «колчаковским» министром юстиции.
В качестве министра выдвигал идеи координации военных и гражданских властей при «исключительных положениях», замещения должностей управляющих губерниями независимыми от партий людьми, имеющими авторитет, необходимости создания работоспособной милиции, финансовой поддержки местного самоуправления. В то же время эти предложения не были им четко сформулированы, а сам Старынкевич вёл себя в правительстве достаточно пассивно.
По должности курировал расследование убийства царской семьи, но, по мнению монархистов, не проявлял большой активности, занимаясь этим делом. Не мог противостоять противозаконным действиям ряда представителей власти, хотя и инициировал рассмотрение 15 апреля 1919 года в правительстве своего заявления «о незакономерных действиях некоторых военных начальников, в частности в Енисейской губернии» (однако большинство министров не согласились с его позицией); 2 мая 1919 он был уволен с должности министра юстиции согласно личному прошению (в действительности по настоянию «группы И. А. Михайлова» в правительстве).
В начале сентября 1919 года прибыл во Владивосток и принял участие в подготовке антиколчаковского заговора, задуманного эсерами и генералом Р. Гайдой. После провала заговора 19 сентября 1919 года эмигрировал — сначала в Японию (в город Цуруга), затем переехал в Европу, где входил в состав Центральной юридической комиссии по изучению положения русских беженцев. Умер 8 апреля 1933 года под Парижем.